# Naikean
Naikean is een bestuurslaag in het regentschap Kupang van de provincie Oost-Nusa Tenggara, Indonesië. Naikean telt 629 inwoners (volkstelling 2010).